# Lacklandova letecká základna
Lacklandova letecká základna (anglicky Lackland Air Force Base; kód IATA je SKF, kód ICAO KSKF, kód FAA LID SKF) je vojenská letecká základna letectva Spojených států amerických nacházející se 9,7 kilometru jihozápadně od města San Antonio ve státě Texas. Pojmenována byla na počest brigádního generála Franka Lacklanda. Je domovskou základnou 802. skupiny operační podpory (802d Mission Support Group), která spadá pod Letecké výukové a tréninkové velitelství (Air Education and Training Command; AETC). Hlavním úkolem základny je výcvik nových letců a doprovodného leteckého personálu. K vidění je zde velmi rozsáhlá statická expozice známých letadel minulosti i současnosti, jako např.: Boeing B-52 Stratofortress, McDonnell F-4 Phantom II, Lockheed SR-71 Blackbird, C-121 Constellation, Boeing B-17 Flying Fortress nebo North American B-25 Mitchell.
V současnosti je základna Lackland součástí Sdružené základny San Antonio (Joint Base San Antonio), která vznikla dne 1. října 2010. Ta byla vytvořena sloučením americké armádní základny Fort Sam Houston, letecké základny Randolph a právě letecké základny Lackland.